# Estación Botafogo
La Estación Botafogo es una de las estaciones de la Línea 1 del Metro de Río de Janeiro ubicada en el barrio homónimo entre la estación Flamengo y la estación Cardeal Arcoverde / Copacabana. Fue inaugurada el 18 de septiembre de 1981 junto con la estación Flamengo (en esa época llamada "Morro Azul") y es una de las estaciones con integración para el ómnibus del metro que lleva pasajeros hasta el barrio de Gávea. Recibe un flujo aproximado de 75 mil personas por día. 
El 1 de enero del 2021 se informó que la empresa MetrôRio vendió los derechos del nombre de la estación a la multinacional Coca-Cola (cuya sede en Brasil se ubica en el barrio) de tal manera que la estación pasó a llamarse Botafogo / Coca-Cola. Hacia fines del 2022, el contrato de los derechos del nombre terminó y la estación volvió a su nombre original.
Posee seis accesos:
- Acceso A por la São Clemente/Humaitá
- Acceso B por Muniz Barreto
- Acceso C por São Clemente/Praia
- Acceso D por Nelson Mandela
- Acceso E por Mena Barreto
- Acceso F por Voluntários da Pátria